# Skorpions Varese 2019
Questa voce raccoglie le informazioni riguardanti gli Skorpions Varese nelle competizioni ufficiali della stagione 2019.

## Seconda Divisione FIDAF 2019

### Stagione regolare
| Bienate 3 marzo 2019, ore 15:00 | Blue Storms Busto Arsizio | 6 – 7 (0-0 6-0 0-0 0-7) referto | Skorpions Varese | C.S. Bienate (270 spett.)\| Arbitro: \| G. Rizzello \| |
| Arbitro:                        | G. Rizzello               |                                 |                  |                                                        |

| Vedano Olona 9 marzo 2019, ore 18:30 | Skorpions Varese | 10 – 24 (0-7 3-7 7-7 0-3) referto | Rhinos Milano | Campo Sportivo Comunale (120 spett.)\| Arbitro: \| B. Jovanovic \| |
| Arbitro:                             | B. Jovanovic     |                                   |               |                                                                    |

| Vedano Olona 23 marzo 2019, ore 12:00 | Skorpions Varese | 28 – 21 (0-14 20-7 8-0 0-0) referto | Sharks Palermo | Campo Sportivo Comunale (100 spett.)\| Arbitro: \| B. Jovanovic \| |
| Arbitro:                              | B. Jovanovic     |                                     |                |                                                                    |

| Cernusco sul Naviglio 6 aprile 2019, ore 21:00 | Daemons Martesana | 20 – 14 (d.t.s.) (7-0 0-14 7-0 0-0 6-0) referto | Skorpions Varese | C.S. Gaetano Scirea (100 spett.)\| Arbitro: \| Rizzello \| |
| Arbitro:                                       | Rizzello          |                                                 |                  |                                                            |

| Vedano Olona 13 aprile 2019, ore 18:30 | Skorpions Varese | 35 – 12 (15-0 14-0 0-0 6-12) referto | Hammers Monza Brianza | Campo Sportivo Comunale (90 spett.)\| Arbitro: \| G. Rizzello \| |
| Arbitro:                               | G. Rizzello      |                                      |                       |                                                                  |

| Brescia 27 aprile 2019, ore 20:30 | Bengals Brescia | 43 – 58 (14-17 14-21 7-7 8-13) referto | Skorpions Varese | Centro Sportivo "Enrico Chico Nova" (180 spett.)\| Arbitro: \| S. d'Amato \| |
| Arbitro:                          | S. d'Amato      |                                        |                  |                                                                              |

| Varese 18 maggio 2019, ore 21:00 | Gorillas Varese | 6 – 14 (0-7 6-0 0-7 0-0) referto | Skorpions Varese | Jungle Field Nicolò De Peverelli (300 spett.) |

| Vedano Olona 25 maggio 2019, ore 18:30 | Skorpions Varese | 27 – 7 (0-7 13-0 7-0 7-0) referto | Mastiffs Canavese | Campo Skorpions Varese (90 spett.)\| Arbitro: \| B. Jovanivic \| |
| Arbitro:                               | B. Jovanivic     |                                   |                   |                                                                  |

### Playoff
| Vedano Olona 8 giugno 2019, ore 21:30 | Skorpions Varese | 13 – 7 (7-0 0-0 0-0 6-7) referto | Sharks Palermo | Campo Sportivo Comunale (130 spett.)\| Arbitro: \| M. Bernardi \| |
| Arbitro:                              | M. Bernardi      |                                  |                |                                                                   |

| Cernusco sul Naviglio 15 giugno 2019, ore 21:00 | Daemons Martesana | 36 – 0 (0-0 12-0 17-0 7-0) referto | Skorpions Varese | C.S. Gaetano Scirea (400 spett.)\| Arbitro: \| Maghini \| |
| Arbitro:                                        | Maghini           |                                    |                  |                                                           |

## Statistiche di squadra
| Competizione | %Vittorie | In casa | In casa | In casa | In casa | In casa | In casa | In trasferta | In trasferta | In trasferta | In trasferta | In trasferta | In trasferta | Totale | Totale | Totale | Totale | Totale | Totale |
| Competizione | %Vittorie | G       | V       | !N      | P       | Pf      | Ps      | G            | V            | N            | P            | Pf           | Ps           | G      | V      | N      | P      | Pf     | Ps     |
| ------------ | --------- | ------- | ------- | ------- | ------- | ------- | ------- | ------------ | ------------ | ------------ | ------------ | ------------ | ------------ | ------ | ------ | ------ | ------ | ------ | ------ |
| Campionato   | .750      | 4       | 3       | 0       | 1       | 100     | 64      | 4            | 3            | 0            | 1            | 93           | 75           | 8      | 6      | 0      | 2      | 193    | 139    |
| Playoff      | .500      | 1       | 1       | 0       | 0       | 13      | 7       | 1            | 0            | 0            | 1            | 0            | 36           | 2      | 1      | 0      | 1      | 13     | 43     |
| Totale       | .700      | 5       | 4       | 0       | 1       | 113     | 71      | 5            | 3            | 0            | 2            | 93           | 111          | 10     | 7      | 0      | 3      | 206    | 182    |

## Statistiche personali

### Marcatori
| Giocatore      | Ruolo | TD rush | TD recv | TD int | TD p.ret | TD k.ret | TD oth | Xp1  | Xp2 | FG  | Saf | Totale |
| -------------- | ----- | ------- | ------- | ------ | -------- | -------- | ------ | ---- | --- | --- | --- | ------ |
| Piazzi         |       | 0+0     | 6+1     | 0+0    | 0+0      | 0+0      | 0+0    | 0+0  | 0+0 | 0+0 | 0+0 | 42     |
| R. de Micheli  |       | 0       | 6       | 0      | 0        | 0        | 0      | 0    | 2   | 0   | 0   | 40     |
| S. Granelli    |       | 1+0     | 0+0     | 0+0    | 0+0      | 1+0      | 0+0    | 19+1 | 0+0 | 2+0 | 0+0 | 38     |
| M. Mozzanica   |       | 0       | 5       | 0      | 0        | 0        | 0      | 0    | 0   | 0   | 0   | 30     |
| Auriemma       |       | 3       | 0       | 0      | 0        | 0        | 0      | 0    | 0   | 0   | 0   | 18     |
| C. Bianchi     |       | 2       | 0       | 0      | 0        | 0        | 0      | 0    | 0   | 0   | 0   | 12     |
| E. della Bosca |       | 1       | 0       | 0      | 0        | 0        | 0      | 0    | 0   | 0   | 0   | 6      |
| Mascelli       |       | 0       | 0       | 0      | 1        | 0        | 0      | 0    | 0   | 0   | 0   | 6      |
| G. Micheli     |       | 1       | 0       | 0      | 0        | 0        | 0      | 0    | 0   | 0   | 0   | 6      |
| T. Pedotti     |       | 0+0     | 0+0     | 0+0    | 0+0      | 0+0      | 0+1    | 0+0  | 0+0 | 0+0 | 0+0 | 6      |
| D. Vuolo       |       | 0       | 0       | 0      | 0        | 0        | 0      | 0    | 1   | 0   | 0   | 2      |

### Passer rating
| Giocatore    | G   | Att    | Comp  | Int  | Yds      | TD   | NFL    | NCAA   |
| ------------ | --- | ------ | ----- | ---- | -------- | ---- | ------ | ------ |
| G. Micheli   | 8+2 | 148+53 | 87+31 | 10+4 | 1305+318 | 17+1 | 81,33  | 137,18 |
| M. Masini    | 3+1 | 10+1   | 3+0   | 1+0  | 40+0     | 0+0  | 4,36   | 39,64  |
| M. Mozzanica | 1   | 1      | 1     | 0    | 11       | 0    | 112,50 | 192,40 |